# Флаг Айдаровского сельского поселения (Воронежская область)
Флаг муниципального образования Айдаровское сельское поселение Рамонского муниципального района Воронежской области Российской Федерации — опознавательно-правовой знак, служащий официальным символом муниципального образования.
Флаг утверждён 19 августа 2011 года решением Совета народных депутатов Айдаровского сельского поселения № 89 и 2 ноября 2011 года внесён в Государственный геральдический регистр Российской Федерации с присвоением регистрационного номера 7156.

## Описание
«Прямоугольное красное полотнище с отношением ширины к длине 2:3, с голубой полосой вдоль верхнего края (в 1/4 полотнища) с белым лётом посередине; на красной части изображена жёлтая книга с белым обрезом корешком вниз, между страниц которой заложена выходящая вверх белая, с золотой ботвой, свёкла».

## Обоснование символики
Флаг языком символов и аллегорий отражает природные, экономические и культурные особенности Айдаровского сельского поселения.
Первые населённые пункты современного муниципального образования появились несколько столетий назад — сёла Айдарово, Чертовицы, Староживотинное появились в конце XVI — начале XVII веков. Плодородные почвы стали основой не только успешного ведения сельского хозяйства, но и возникновения здесь научных центров. В 1959 году был образован Всесоюзный (в настоящее время Всероссийский) научно-исследовательский институт сахарной свёклы и сахара — один из крупнейших в стране, а в 1966 году создано ещё одно научное учреждение ВНИИЗР — научно-исследовательский институт защиты растений. Тесная связь науки и сельского хозяйства, ориентированного на выращивание и переработку сахарной свёклы, отражена на флаге книгой и вырастающей из неё свёклы. Книга — традиционный символ мудрости, сохранения и приумножения знания.
Жёлтый цвет (золото) — символ урожая, богатства, стабильности, интеллекта, уважения.
Белый цвет (серебро) — символ чистоты совершенства, мира и взаимопонимания.
Красный цвет — символ труда, праздника, красоты, энергии.
Символика голубой полосы многозначна:
— голубой цвет — цвет бескрайнего неба — полоса с серебряным лётом символизирует аэропорт Чертовицкое, являясь аллегорией взлётной полосы.
— голубая полоса, как символ водных просторов указывает на реку Воронеж, протекающую по территории сельского поселения.